# Stat suveran

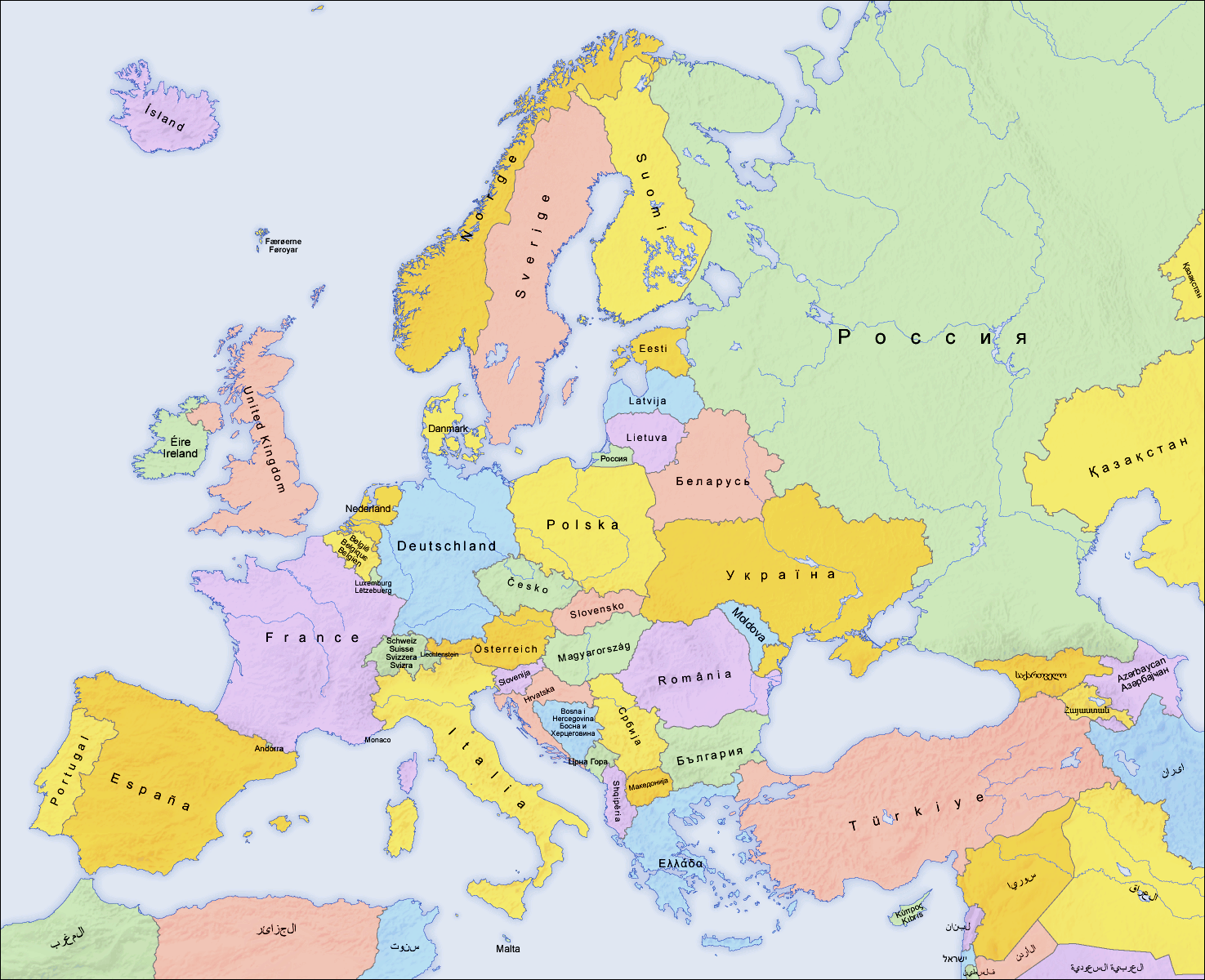
State suverane în Europa

Un stat suveran este un stat cu un teritoriu determinat (definit), asupra căruia el exercită intern și extern suveranitate și dispune de capacitatea de a avea și întreprinde relații cu alte state suverane. Se subînțelege de aici  că un stat suveran nu este dependent sau supus influenței unui alt stat sau unei puteri statale străine. Termenul țară poate reda frecvent atât noțiunea de stat (suveran), cât și pe aceea de regiune geografică (consacrată). Oficial, se vorbește de regulă despre state suverane.  

## Recunoaștere
Recunoașterea de stat înseamnă decizia unui stat suveran de a trata o altă entitate ca fiind și stat suveran. Recunoașterea poate fi exprimată sau implicită și, de obicei, are efecte retroactive. Nu înseamnă neapărat dorința de a stabili sau de a menține relații diplomatice.
Nu există o definiție obligatorie pentru toți membrii comunității națiunilor cu privire la criteriile statalității. În practică, criteriile sunt în principal politice, nu legale. L.C. Green a citat recunoașterea statelor poloneze și cehoslovace nenăscute în primul război mondial și a explicat că "deoarece recunoașterea statalității este o chestiune de discreție, orice stat existent poate accepta ca stat orice entitate pe care o dorește, indiferent de existența unui teritoriu sau a unui guvern stabil".
Cu toate acestea, în dreptul internațional există mai multe teorii cu privire la momentul în care un stat trebuie recunoscut ca fiind suveran.